# Minho (pokrajina)
Minho je portugalska povijesna pokrajina.
Utemeljena je 1936., a ukinuta je 1976. Sastoji se od 23 općine, a glavni grad joj je Braga.
U današnjim mjerilima, obuhvaćala bi okruge Bragu i Vianu do Castelo.